# Matuzalém
Matuzalém, eigentlich Matuzalém Francelino da Silva, (* 10. Juni 1980 in Natal) ist ein ehemaliger brasilianischer Fußballspieler. Er ist 1,78 m groß und gilt als klassischer Spielmacher.

## Karriere
Matuzalém begann seine Karriere 1997 bei EC Vitória in Brasilien. Nach zwei starken Spielzeiten entschied er sich für einen Wechsel nach Europa, zum Schweizer Erstligisten AC Bellinzona. Doch nach nur drei Monaten bekam der italienische Klub SSC Neapel Interesse und verpflichtete den Spieler für die kommende Saison.
Bis 2004 folgten weitere Vereine in Italien, wie z. B. Piacenza Calcio, für den er in der Saison 2001/02 auf dem Platz stand oder Brescia Calcio, wo ihm sein Durchbruch gelang.
Im Sommer 2004 wechselte Matuzalém für eine Ablösesumme von acht Millionen Euro zum ukrainischen Spitzenverein Schachtar Donezk, die Vertragslaufzeit betrug fünf Jahre. 2007 wollte er das Engagement aus familiären Gründen vorzeitig beenden, ein Angebot von US Palermo über sieben Millionen US-Dollar lehnte Schachtar jedoch ab. Stattdessen wurde er ohne Zustimmung der Ukrainer von Real Saragossa unter Vertrag genommen und 2008 an Lazio Rom zuerst verliehen und 2009 für 14 Millionen Euro weiterverkauft. Schachtar verlangte von Matuzalém und Real Saragossa unter anderem unter Berufung auf eine mit Matuzalem vereinbarte Vertragsstrafe 25 Mio. Euro als Kompensation, nach ausbleibender Einigung verklagte der Club beide mit Unterstützung der FIFA vor dem Internationalen Sportgerichtshof (CAS). Im Mai 2009 sprach der CAS Schachtar insgesamt 11,9 Millionen Euro zu. In Anbetracht dessen, dass Matuzalém den Betrag nicht aufbringen konnte, wurde ihm von der FIFA ein Berufsverbot angedroht, sollte er nicht innert 90 Tagen zahlen, was aber vom Bundesgericht als schwerer Eingriff in die Persönlichkeitsrechte für fundamental rechtswidrig erklärt wurde.
Gleich in seinem ersten Jahr bei Lazio, konnte er den Coppa Italia 2008/09 gewinnen. Bei den Römern blieb Matuzalém bis Saisonende 2012/13. Die folgenden Spielzeiten verbrachte er jeweils ein Jahr beim CFC Genua und FC Bologna sowie eine halbe Spielzeit bei Hellas Verona. Dann endete seine Zeit in Italien und er ging in die USA, wo er zum Saisonstart 2016 beim Miami FC begann. Hier kam er nur zu drei Einsätzen und kehrte zu Beginn der Saison 2016/17 nach Italien zurück, wo er sich dem Viertligisten Monterosi Tuscia FC anschloss. Hier beendete er nach Beendigung der Spielzeit 2017/18 seine aktive Laufbahn im Alter von 38 Jahren. Im selben Jahr schloss er in Italien einen Trainerkurs ab, übernahm in diesem Bereich bislang aber keine Tätigkeit.

## Erfolge
Vitória
- Staatsmeisterschaft von Bahia: 1999
- Copa do Nordeste: 1999

Schachtar Donezk
- Ukrainischer Meister: 2004/05, 2005/06

Lazio
- Italienischer Pokalsieger: 2008/09
- Italienischer Superpokalsieger: 2009